# 小樂山摩崖造像
小樂山摩崖造像位於四川省南充市蓬安縣，文物遺址年代判定為明代、清代。2007年6月1日公佈為四川省第七批文物保護單位。